# Тейлор Рассел
Тейлор Рассел (англ. Taylor Russell; нар. 18 липня 1994) — канадська актриса. Вона відома за участю у телесеріалі «Загублені в космосі» та у фільмах «Смертельний лабіринт» та «Хвилі».

## Життя та кар'єра
Рассел народилася у Ванкувері, Британська Колумбія, а виросла у Торонто, Онтаріо. Її батько афроамериканець, а мати біла.
Вона зіграла роль Джуді Робінсон у телесеріалі «Загублені в космосі», ремейк оригінального серіалу Netflix 1965 року. Другий сезон вийшов на Netflix 24 грудня 2019 року.
У 2019 році Тейлор знялася в психологічному фільмі жахів «Втеча з кімнати». Знялася також у фільмі «Хвилі», який вийшов у прокат A24 Films 15 листопада 2019 року. За цей фільм Тейлор була нагороджена премією «Віртуоз» на Міжнародному кінофестивалі в Санта-Барбарі в січні 2020 року.

## Фільмографія
| Рік       |    | Українська назва                        | Оригінальна назва                        | Роль           |
| --------- | -- | --------------------------------------- | ---------------------------------------- | -------------- |
| 2012      | с  | Доктор Емілі Овенс                      | Emily Owens, M.D.                        | Підла дівчина  |
| 2013      | ф  | Якби у мене були крила                  | If I Had Wings                           | Джулі          |
| 2013      | тф | Блимати                                 | Blink                                    | Джессіка       |
| 2014      | тф |                                         | The Unauthorized Saved by the Bell Story | Ларк Вургіс    |
| 2014      | тф | Штани у вогні                           | Pants on Fire                            | Дженніфер      |
| 2015      | ф  | Підвіска                                | Suspension                               | Керрі          |
| 2015      | с  | Дивна імперія                           | Strange Empire                           | Кессі          |
| 2015      | с  | Коли падають небеса                     | Falling Skies                            | Евелін         |
| 2016      | с  | Літо мертвих                            | Dead of Summer                           | Лора           |
| 2017      | с  | Морська зміна                           | Sea Change                               | CeCe           |
| 2018      | ф  | Темні коридори                          | Down a Dark Hall                         | Ешлі           |
| 2018      | ф  | Гаряче повітря                          | Hot Air                                  | Тесс           |
| 2018—2021 | с  | Загублені у космосі                     | Lost in Space                            | Джуді Робінсон |
| 2019      | ф  | Смертельний лабіринт                    | Escape Room                              | Зої Девіс      |
| 2019      | ф  | Хвилі                                   | Waves                                    | Емілі Вільямс  |
| 2020      | ф  | Слова на стінах ванних кімнат           | Words on Bathroom Walls                  | Мая Арнес      |
| 2021      | ф  | Смертельний лабіринт 2: Небезпека всюди | Escape Room 2                            | Зої Девіс      |
| 2021      | ф  | Поради доктора Берда для сумних поетів  | Dr. Bird's Advice for Sad Poets          | Софі           |
| 2022      | ф  | Разом з кістками                        | Bones & All                              | Марен          |